# Бийский краеведческий музей имени В. В. Бианки
Бийский краеведческий музей имени В. В. Бианки — краеведческий музей в городе Бийске Алтайского края Российской Федерации. Основан в 1920 году. По состоянию на 2010 год статус музея — некоммерческое учреждение, финансируется из муниципального бюджета Бийска.
Музей располагается в трёх зданиях. Главное здание, в котором находится исторический отдел музея — в бывшем доме купца Н. И. Ассанова, построенном в 1914 году по проекту выдающегося сибирского зодчего К. К. Лыгина. Один из отделов — Музей Чуйского тракта — размещается в бывшем доме купца Варвинского, построенном в 1910—1911 годах с ориентацией на романский стиль.
Основатели музея — Михаил Иванович Крот-Донорский и Виталий Бианки, имя которого носит музей.

## Фонды и коллекции музея
Наиболее ценные (уникальные) коллекции:
- Археология от палеолита до средневековья, уникальная коллекция петроглифов эпохи неолита, бронзового века на Алтае.
- Коллекция черепов бизонов, мамонтов, флоры и фауны, редких минералов Горного Алтая.
- Нумизматическая коллекция.
- Китайский фарфор эпохи Цин XVIII—XIX вв.
- Буддийская пластика — «Священные образы Тибета».
- Коллекция оружия XIV—XX века, подлинный замок от одной из парадных дверей Рейхстага.
- Этнография кумандинцев.
- Шаманизм Алтая — уникальная коллекция сакральных предметов алтайских шаманов.

## Директора музея
Работой музея руководили:
- Михаил Иванович Крот-Донорский (1920—1924)
- Борис Сергеевич Митропольский (1924—1927)
- С. М. Мухин (1927)
- Сергей Михайлович Сергеев (1927—1934)
- Александр Павлович Марков (1934—1938)
- Иван Семёнович Себелев (1938—1940)
- Родион Антонович Антипенко (1940—1941)
- Пётр Иванович Цулимов (1941—1942)
- Сергей Павлович Тужиков (1942—1943)
- Анна Хаимовна Ривлина (1943—1944)
- Анна Ивановна Бычкова (1944—1946)
- Михаил Осипович Иванов (1946—1950)
- Николай Ильич Олиферович (1950—1952)
- Александр Дмитриевич Байгозин (1952—1954)
- Александр Корнеевич Король (1954—1957)
- Екатерина Васильевна Лапшина (1957)
- Геннадий Иванович Панаев (1957—1969)
- Наталья Александровна Цехановская (1969—1971)
- Борис Хатмиевич Кадиков (1971—1987)
- Надежда Александровна Барышникова (1987—1990)
- Борис Петрович Орлов (1990—1994)
- Елена Анатольевна Грехова (1994—1995)
- Виктор Владимирович Орлов (1996—2009)
- Анатолий Иванович Цапко (2009)
- Ольга Юрьевна Рогачёва (2009—2011)
- Светлана Алексеевна Бартышева (с 2011 г. по н.в.)

Главный хранитель — Мухина Елена Олеговна, заведующий историческим отделом — Ерошкин Дмитрий Васильевич, заведующий отделом «Музей Чуйского тракта» — Порубова Татьяна Александровна, заведующий выставочным залом — Леонтьева Ольга Васильевна.

## Адрес
- улица Ленина, дом 134 (исторический отдел) — Особняк купца Асанова;
- улица Советская, дом 42 (музей Чуйского тракта);
- ул. Васильева, дом 36 (выставочный зал).